# Spitse moerasvezelkop
De spitse moerasvezelkop (Inocybe acuta) is een schimmel behorend tot de familie Inocybaceae. Hij leeft samen met wilg (Salix) en els (Alnus). Hij komt voor in loof-, naald- en gemengde bossen, op de grond. Vruchtlichamen zijn aanwezig van juni tot september.

## Kenmerken

### Uiterlijke kenmerken
Hoed
De hoed heeft een diameter tot 4 cm. Aanvankelijk is het halfbolvormig of conisch, daarna vlak, met een duidelijke, scherpe bult. De rand is wat gekromd, bij jonge vruchtlichamen met restanten van het deksel, maar verdwijnt snel. De structuur is glad of licht vilt oppervlak, donkerbruin met een notentint, donkerder in het midden.
Lamellen
De lamellen zijn aanvankelijk grijs-beige, dan bruin worden.
Steel
De steel is 3 tot 5 cm hoog en minder dan 0,3-0,6 cm dik. Het is cilindrisch, alleen iets dikker aan de basis. Het oppervlak heeft dezelfde kleur als de hoed, maar lichter, bijna crèmekleurig, licht mat.
Geur en smaak
De geur is ongedefinieerd en de smaak is licht aards.

### Microscopische kenmerken
De sporen meten 7-10 × 6–8 µm. De cheilocystidia en pleurocystidia 50–65 (–75) × 16–22 (–25) µm, dunwandig, licht aangezet op de punten.

## Verspreiding
De spitse moerasvezelkop is bekend in Europa en in sommige regio's van Noord-Amerika. In Nederland komt hij matig algemeen voor. Hij staat niet op de rode lijst en is niet bedreigd.